# Якуб Смуг
Якуб Смуг (пол. Jakub Smug; 23 лютого 1914, Ясінь (Устрики-Долішні), Австро-Угорщина — 3 листопада 2010, Гданськ, Польща) — польський футболіст, захисник.

## Життєпис

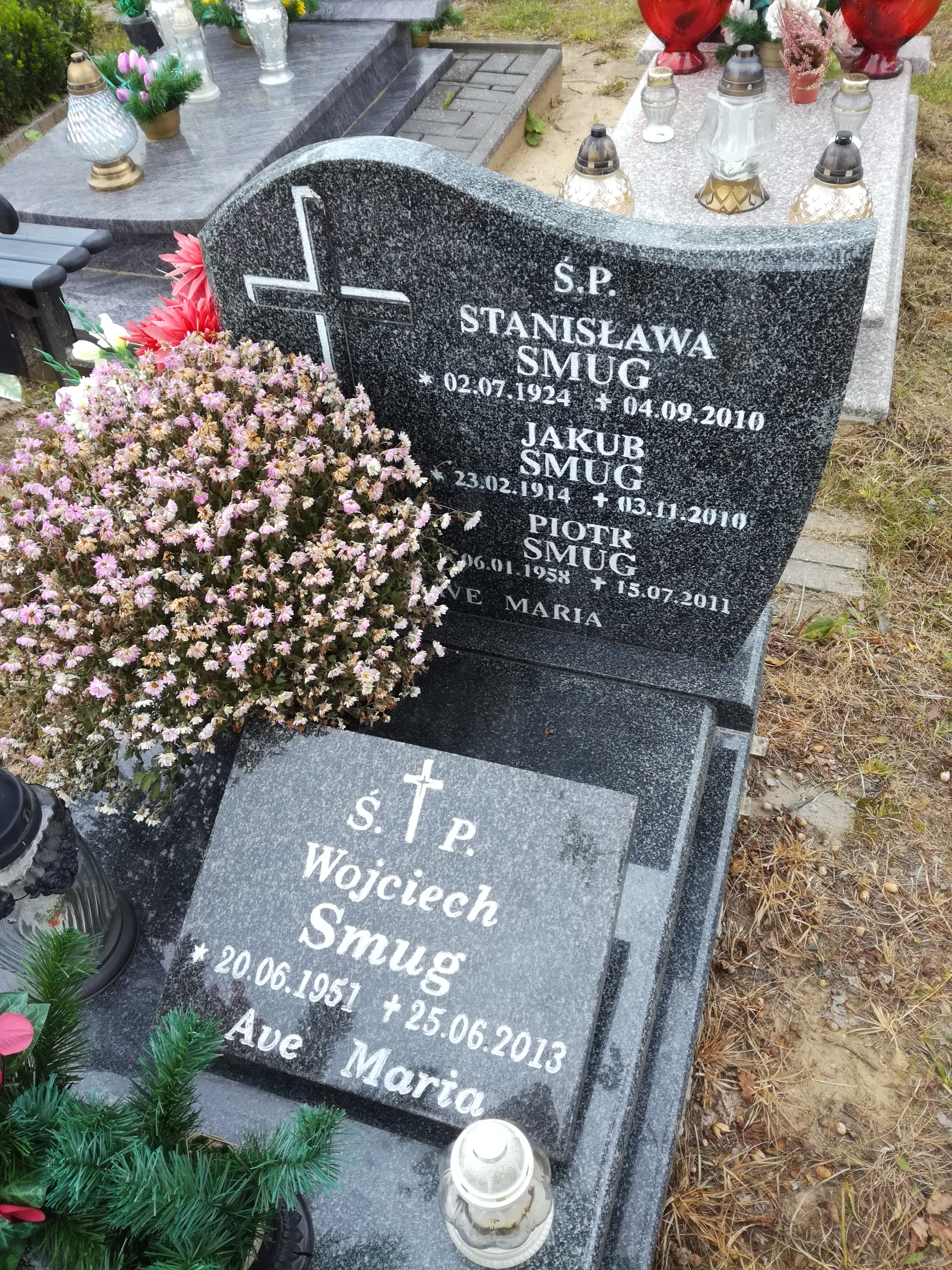
Могила Якуба Смуги на Лостовицькому кладовищі в Гданську

Народився в місті Устрики-Долішні, на той час частини Австро-Угорської імперії, напередодні завершення Першої світової війни. По завершенні війни район, де виріс Якуб, став частиною Другої Польської Республіки. Згодом переїхав до Львова, щоб працювати на заводі. Під час роботи на заводі Смуга запросили виступати за львівський «Світез». Якуб дебютував за команду у віці 17 років у переможному (2:1) поєдинку проти «Гасмонеї» (Львів), в якому відзначився обома голами своєї команди. У 1936 році проходив військову службу, у період з 1937 по 1939 рік виступав за «Погонь» (Стрий), також захищав кольори збірної Львова. У роки Другої світової війни проживав у Станиславові (тепер — Івано-Франківськ), інколи йому доводилося переховуватися від окупаційної влади. По завершенні Другої світової війни грав за «Полонію» (Битом), а позавершенні турне по країні вирішив переїхати ближче до брата в Гдиню, тому перебрався в Гданськ, де став гравцем місцевої «Лехії». Дебютував у команді 27 липня 1947 року в поєдинку проти ХЦП (Познань). Більшість його ранніх матчів за «Лехію» припали на плей-оф та національний кубок. У 1948 році допоміг гданському клубі віийти до екстракляси. Лише в 1949 році виступав за «Лехію» в чемпіонаті, провів 3 поєдиники у розіграші Першої ліги, вищого дивізіону польського чемпіонату. Дебютував за команду в Першій лізі в переможному (5:3) поєдинку проти «Руху» (Хожув), перша перемога «Лехії» в елітному дивізіоні польського чемпіонату. Останній матч за команду провів 13 листопада 1949 року, проти «Полонії» (Битом). «Лехія» програла у вище вказаному матчі з рахунком 0:8, який став найбільшою поразкою в історії клубу. З 1949 року також грав за другу команду клубу.
По завершенні кар'єри футболіста продовжував підтримувати зв'язки з «Лехією» (Гданськ). Окрім футбольної кар'єри професійно працював кравцем, вийшов на пенсію в 1979 році. 23 травня 2010 року на стадіоні «Лехії» відкрито іменну зірку на честь Якуба Смуги (таким чином клуб вшановує легендарних футболістів команди). Помер 3 листопада 2010 року, в 96-річному віці. Похований 6 листопада на Лостовицькому цвинтарі в Гданську.